# Wereldkampioenschappen synchroonzwemmen 1973
De wereldkampioenschappen synchroonzwemmen 1973 werden van 31 augustus tot en met 9 september 1973 gehouden in de Tašmajdan Sports and Recreation Center in Belgrado, Joegoslavië. Het toernooi was onderdeel van de wereldkampioenschappen zwemsporten 1973.

## Medailles
| Onderdeel | Goud | Goud    | Zilver | Zilver  | Brons                                                             | Brons   |
| Vrouwen   | Vrouwen | Vrouwen | Vrouwen | Vrouwen | Vrouwen                                                           | Vrouwen |
| --------- | --- | ------- | --- | ------- | ----------------------------------------------------------------- | ------- |
| Solo      | Teresa Andersen Verenigde Staten                                                                                                 | 120,460 | Jojo Carrier Canada | 112,534 | Junko Hasumi Japan                                                | 104,180 |
| Duet      | Teresa Andersen Gail Johnson Verenigde Staten                                                                                    | 118,391 | Jojo Carrier Madeleine Ramsay Canada                                                                                       | 112,917 | Masako Fujiwara Yasuko Fujiwara Japan                             | 109,702 |
| Team      | Verenigde Staten Teresa Andersen Susan Baross Robin Curren Jackie Douglas Gail Johnson Dana Moore Amanda Norrish Suzanne Randell | 117,617 | Canada Michelle Calkins Frances Hambrook Debbie Humphrey Lorraine Nicholl Gail Page Carol Stuart Susan Thomas Laura Wilkin | 112,918 | Japan Masako Fujiwara Yasuko Fujiwara Junko Hasumi Yasuko Unesaki | 107,311 |

### Medaillespiegel
| Plaats | Land             | Goud | Zilver | Brons | Totaal |
| 1      | Verenigde Staten | 3    | 0      | 0     | 3      |
| 2      | Canada           | 0    | 3      | 0     | 3      |
| 3      | Japan            | 0    | 0      | 3     | 3      |
| Totaal | Totaal           | 3    | 3      | 3     | 9      |